# Андерс, Фёдор Фердинандович
Фёдор Фердинандович А́ндерс (21 мая (2 июня) 1868, Киев — 31 мая 1926, там же) — украинский и советский инженер-конструктор, дирижаблестроитель. Создатель первого украинского дирижабля мягкой конструкции гражданского назначения.

## Биография

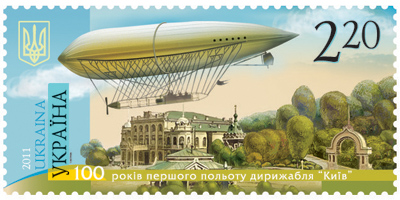
Почтовая марка Украины, посвящённая 100-летию первого полёта дирижабля «Киев».

Родился в семье рабочего киевского завода «Арсенал». Обучался в реальном, позже в землемерном училищах. В 1918 году заочно окончил Киевский политехнический институт.
В 1911 году построил первый в России дирижабль мягкой конструкции «Киев». 9 октября 1911 года им был совершëн первый в Российской империи публичный полет на дирижабле русской конструкции. Газеты того времени писали о технических характеристиках аэростата следующее: 

«Дирижабль имеет объём 890 м³. На нëм установлен мотор „Анзани“ в 25 лошадиных сил с водяным охлаждением. Длина баллона 51 аршин, а ладьи, подвешенной к баллону, — 25 аршин. На одной стороне лодки установлены мотор и другие механические приспособления, а на другой — небольшая металлическая корзина для пассажиров»
.
Всего сделал около 160 полётов и перевëз около 200 пассажиров.
После гибели дирижабля «Киев» разработал новую конструкцию — рассчитанный на 12 человек гидродирижабль «Киев-2», гондола которого имела форму лодки и могла, в случае необходимости, держаться на воде. 9 октября 1912 года он продемонстрировал его модель в 1/20 натуральной величины. Однако построить этот дирижабль не удалось.

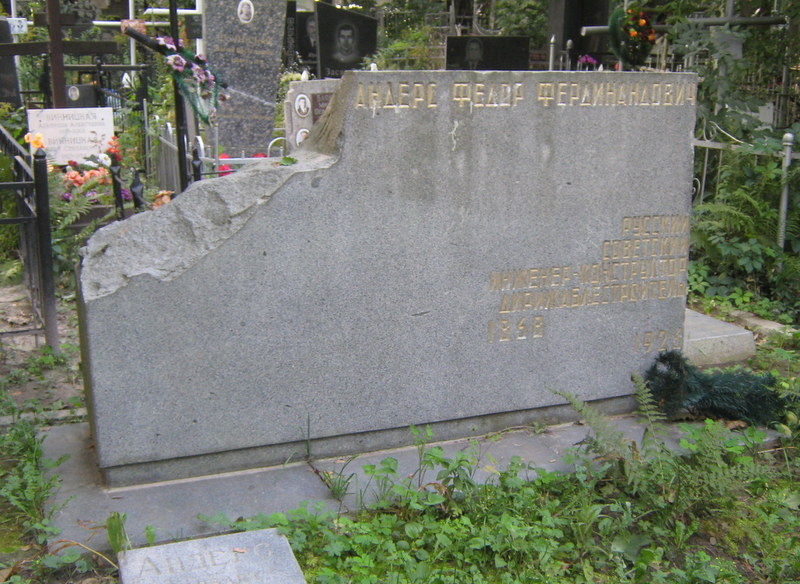
Могила Ф. Андерса на Байковом кладбище в Киеве

Совершил поездку в Германию, где год работал на заводе Фердинанда фон Цеппелина. В 1921 году советское правительство поручило ему спроектировать дирижабль жёсткой конструкции, рассчитанный на 100 человек, с изменяющимся в полëте объёмом. В 1924 г. им был разработан оригинальный проект такого дирижабля, воплотить который вновь не удалось.
Принимал участие в работе авиационного научно-технического общества.
Умер конструктор в Киеве 31 мая 1926 года и похоронен на Байковом кладбище.